# Лагодов (Золочевский район)
Ла́годов (укр. Лагодів) — село в Бродовской городской общине Золочевского района Львовской области Украины. Находится в 7 км по автодорогам к юго-западу от Язловчика и в 6 км по автодорогам к западу от города Броды.

## История
Деревня образовалась не позднее конца XVIII века около пруда, который был позднее осушен.
В XIX веке — деревня округа Броды края Золочев Галиции.
По переписи 1880 года было 335 жителей в деревне и 12 вокруг, из них около 60 римских католиков, остальные грекокатоликов.
К началу Второй мировой войны деревня входила в состав сельской гмины Конюшков Бродовского повята Тарнопольского воеводства Польши.
В 1939 году здесь проживало около 580 человек, в том числе 470 украинцев, 20 поляков и 90 латинников.
В том же году село вошло в состав Львовской области УССР.
В 1968 году — в составе Конюшковского сельсовета, центр которого к 1978 году перенесён в Язловчик.
В 1989 году население села составляло 264 человека (104 мужчины, 160 женщин).
По переписи 2001 года население составляло 263 человека, почти все назвали родным языком украинский, 2 человека (0,76 %) — русский.
Имеются фельдшерско-акушерский пункт, народный дом общества «Просвита», а также часовня Введения во храм Пресвятой Богородицы ПЦУ.